# Toygar Işıklı
Toygar Işıklı (Gölcük, Turquía, 16 de abril de 1974) es uno de los más importantes y famosos compositores y cantantes turcos. Es muy reconocido por su trabajo como compositor de bandas sonoras de series de televisión y películas.

## Biografía
Nació el 16 de abril de 1974 en Gölcük, un pueblo de la región del Mármara, al noreste de Turquía.
Su interés por la música nace desde una edad temprana, influenciado por su padre que era solista de orquesta. Completó sus estudios primarios en Karamürsel y su educación secundaria en  Gölcük Barbaros Hayrettin High School.
Realizó su educación de pregrado en la Universidad del Mármara, graduándose en canto. También tiene una maestría en composición musical, realizada en MIAM (Centro de estudios avanzados en música), escuela parte de la Universidad Politécnica de Estambul. Posteriormente, realizó un postgrado en musicología y teoría musical en la misma casa de estudios. Toygar también estudió música cinematográfica en Berklee College of Music.
Estudió "banda sonora de cine" en Berklee College of Music. Durante todo este período educativo, se centró en la música clásica occidental, la música del siglo XX, el jazz y la música clásica turca. 
Ha trabajado con compositores y profesores como Hasan Uçarsu, Kamran İnce, Pieter Snapper, David Osborn, Şehvar Beşiroğlu y Nail Yavuzoğlu.

## Álbumes[2]
| Año  | Álbum                                                         | Discográfica    |
| ---- | ------------------------------------------------------------- | --------------- |
| 2007 | Yaprak Dökümü                                                 | DMC Müzik       |
| 2008 | Dudaktan Kalbe                                                | Arven Records   |
| 2010 | Sonunda                                                       | Columbia        |
| 2011 | Ezel Orijinal Dizi Müzikleri                                  | Kalan           |
| 2012 | Aşk-ı Memnu Orijinal Dizi Müzikleri                           | Arven Records   |
| 2013 | Kuzey Güney Orijinal Dizi Müzikleri                           | Arven Records   |
| 2013 | Hayat Gibi                                                    | Poll Production |
| 2013 | Yaprak Dökümü Orijinal Dizi Müzikleri                         | Arven Records   |
| 2013 | 20 Dakika Soundtrack                                          | Arven Records   |
| 2014 | Bi Küçük Eylül Meselesi (Original Motion Picture Soundtrack)  | Arven Records   |
| 2014 | Fatmagül'ün Suçu Ne? (Original Tv Series Soundtrack)          | Arven Records   |
| 2014 | Kurt Seyit & Şura (Original Tv Series Soundtrack)             | Arven Records   |
| 2014 | Menekşe & Halil (Original TV Series Soundtrack)               | Arven Records   |
| 2014 | Jenerik Müzikleri                                             | Arven Records   |
| 2014 | Mahmut ile Meryem (Original Motion Picture Soundtrack)        | Arven Records   |
| 2015 | Medcezir (Original Tv Series Soundtrack)                      | Arven Records   |
| 2015 | Kara Para Aşk (Original Soundtrack of Tv Series)              | Arven Records   |
| 2015 | Karadayı (Original Tv Series Soundtrack)                      | Arven Records   |
| 2015 | Beş Kardeş Soundtrack                                         | Arven Records   |
| 2016 | Kara Sevda (Orijinal Dizi Müzikleri)                          | Arven Records   |
| 2016 | Analar ve Anneler Soundtrack                                  | Arven Records   |
| 2017 | Sonsuz Aşk (Orijinal Film Müzikleri)                          | Arven Records   |
| 2017 | Cesur ve Güzel (Original Soundtrack)                          | Arven Records   |
| 2017 | Bana Sevmeyi Anlat Soundtrack                                 | Arven Records   |
| 2018 | İçerde (Original Soundtrack) [Deluxe Edition]                 | Arven Records   |
| 2018 | The Guest (Original Motion Picture Soundtrack)                | Arven Records   |
| 2019 | Bizim İçin Şampiyon (Original Motion Picture Soundtrack)      | Arven Records   |
| 2019 | Kaybedenler Kulübü Yolda                                      | TMC             |
| 2019 | Çarpışma (Original Tv Series Soundtrack)                      | Arven Records   |
| 2019 | Kuzgun (Original Tv Series Soundtrack)                        | Arven Records   |
| 2019 | Best of Toygar Işıklı Vol.1 (Original Tv & Movie Soundtracks) | Arven Records   |
| 2019 | Best of Toygar Işıklı Vol.2 (Original Tv & Movie Soundtracks) | Arven Records   |
| 2020 | Çukur (Original Soundtrack) [Platinum Edition]                | Arven Records   |

## Bandas sonoras

### Películas y documentales
| Año  | Título                   |
| ---- | ------------------------ |
| 2005 | Türev                    |
| 2008 | Benim Küçük Dünyam       |
| 2011 | Güzel Günler Göreceğiz   |
| 2012 | Umut                     |
| 2013 | Mahmut ile Meryem        |
| 2014 | Bi Küçük Eylül Meselesi  |
| 2017 | Sonsuz Aşk               |
| 2017 | Misafir                  |
| 2017 | Acı Tatlı Ekşi           |
| 2017 | Martıların Efendisi      |
| 2018 | Mahalle                  |
| 2018 | Kaybedenler Kulübü Yolda |
| 2018 | Can Feda                 |
| 2018 | Bizim Için Sampiyon      |

### Series de televisión
| Año       | Serie de televisión                               |
| --------- | ------------------------------------------------- |
| 2004      | Gece Yürüyüşü                                     |
| 2004      | Çeşm-i Bülbül                                     |
| 2006      | Kırık Kanatlar                                    |
| 2006-2010 | Yaprak Dökümü                                     |
| 2007      | Tutsak                                            |
| 2007      | Eksik Etek                                        |
| 2007-2008 | Menekşe ile Halil                                 |
| 2007-2009 | Dudaktan Kalbe                                    |
| 2008-2010 | Aşk-ı Memnu                                       |
| 2009-2011 | Ezel                                              |
| 2010      | Deli Saraylı                                      |
| 2010-2012 | Fatmagül'ün Suçu Ne? o ¿Qué culpa tiene Fatmagul? |
| 2011-2012 | Al Yazmalım                                       |
| 2011-2013 | Kuzey Güney                                       |
| 2012      | Son                                               |
| 2012-2015 | Karadayı                                          |
| 2013      | 20 Dakika                                         |
| 2013-2015 | Medcezir                                          |
| 2014      | Kurt Seyit ve Şura                                |
| 2014-2015 | Kara Para Aşk o Amor de contrabando               |
| 2015      | Beş Kardeş                                        |
| 2015      | Analar ve Anneler                                 |
| 2015-2017 | Kara Sevda o Amor Eterno                          |
| 2016-2017 | Bana Sevmeyi Anlat                                |
| 2016-2017 | İçerde                                            |
| 2016-2017 | Cesur ve Güzel o Suhan                            |
| 2017      | Bu Şehir Arkandan Gelecek                         |
| 2017      | Yüz Yüze                                          |
| 2017      | Çukur                                             |
| 2018      | Şahin Tepesi                                      |
| 2018-2019 | Çarpışma                                          |
| 2019      | Kuzgun                                            |
| 2023      | Aile                                              |

### Telenovelas Sudamericanas
- 2017-2018: Perdona nuestros pecados
- 2019: Juegos de poder
- 2022-2023: Hijos del desierto
- 2024: El señor de La Querencia

## Premios
- Rotary Club Rotabest, Mejor Serie Musical "Leaffall" 2009
- Premios İsmail Cem TV, Mejor Serie Musical "Ezel" 2010
- 16. Premios Kral TV, Mejor Serie Musical "Ezel" 2011
- Muğla Unv. Premios Golden Career, "Mejor Artista Revelación" 2011
- 2. Premios de Televisión de Antalya, Mejor Serie Musical "Ezel" 2011
- Premios Ondokuz Mayıs University Media, "Mejor álbum revelación" 2011
- Istanbul Kultur University, Mejor Serie Musical "North South" 2011
- Olay FM, "Mejor artista revelación" 2011
- Revista Politics, "Premio especial de música del año" 2012
- Turquía Student Council-Leaders of Tomorrow, Mejor Serie de Música "North South" 2012
- Periódico Footed, Mejor Serie Musical "Karadayı" 2013
- Asamblea de Mujeres, Mejor Serie Musical "Karadayı" 2013
- Asociación de Televisión Local y Regional, Mejor Serie Musical "Karadayı" 2013
- Boğaziçi University Radio Boğaziçi, Mejor Serie Musical "North South" 2013
- Periódico Footed, Mejor Serie Musical "Med Cezir" 2014
- Kral TV Turkey Music Awards, Mejor Serie Musical "Med Cezir" 2014
- Pal FM 4th Music Awards, Mejor Serie Musical "Med Cezir" 2014
- Universidad de Yeditepe, Premio a la mejor serie musical de TV "Med Cezir" 2014
- Facultad de Economía y Ciencias Administrativas de la Universidad de Gazi, Mejor Serie de TV Musical "Med Cezir" 2014
- Boğaziçi University Radio Boğaziçi, Mejor Serie Musical "Med Cezir" 2014
- 41st Golden Butterfly Awards, Mejor Serie Musical "Med Cezir" 2014
- 25 ° Festival Internacional de Cine de Ankara, Mejor Música para Cine "A Little September Matter"
- XI Festival Internacional de Cine de Salento (SIFF Italia), Mejor banda sonora "A Little September Matter"
- Istanbul FM 20th Anniversary Awards, Mejor Serie Musical "Med Cezir"
- Unión Turca de Estudiantes de Medicina, Mejor Serie de Televisión Musical "Med Cezir"
- Universidad Técnica de Karadeniz, Mejor Serie de TV Música "Med Cezir"
- ZEREV, Mejor Serie Musical "Med Cezir"
- 5.º Festival de Cine de Bilkent Sinefest, Mejor Banda Sonora "A Little September Matter"
- Boğaziçi University Radio Boğaziçi, Mejor Serie Musical "Kara Para Aşk" 2015
- 42nd Golden Butterfly Awards, Mejor Serie Musical "Med Cezir" 2016
- Universidad Técnica de Yıldız, Mejor Serie Música "Inside" 2016
- Asociación Turca de Estudiantes de Medicina, Mejor Serie de TV Musical "Inside" 2017
- Universidad Técnica de Karadeniz, Mejor Serie de TV Música "Inside" 2017
- Universidad Gelisim, Mejor Serie Música "Inside" 2017